# 信丰站
信丰站，位于中华人民共和国江西省赣州市信丰县嘉定镇，是京九铁路上的火车站，建于1996年，由南昌铁路局管辖。

## 車站周邊
- 信丰县第二中学
- 信丰第五小学
- 信丰县体育中心
- 信丰云来酒店

## 歷史
- 建于1996年。

## 外部連結
- 中国铁路客户服务中心（页面存档备份，存于）